# Veseud (Slimnic), Sibiu
Veseud, mai demult Vesăud, Veseud-Șeica (în germană Wassid, Wasseid, în maghiară Szászvessződ, Vessződ) este un sat în comuna Slimnic din județul Sibiu, Transilvania, România. Numele localității vine de la cuvântul unguresc vesszö (nuia, vrej).
Una dintre statisticile din secolul trecut arăta că aici erau 567 de locuitori, dintre care 256 erau români, iar 311 erau sași. Satul actual este mult depopulat și îmbătrânit. Statisticile Parohiei Veseud ne arată că aici locuiesc aproximativ 50 de familii de români.
În Veseud, sașii sunt menționați încă din sec. al XIV-lea, de la prima atestare documentară a localității. În prezent, nu mai există niciunul.

## Biserica evanghelică luterană CA
Construcția și dotarea bisericii au durat 11 ani, din 1867, când s-a făcut fundația, până în 1878, când a avut loc sfințirea acestui lăcaș de cult, la care se adaugă încă trei ani anteriori, când s-au strâns fonduri. Localnicii sași au făcut eforturi foarte mari pentru construcția bisericii: trei ani au donat a zecea parte din recolta de pe terenurile lor și zece ani au lucrat gratuit terenul bisericii. Au fost ajutați și de Asociația „Gustav Adolf” și de regele Prusiei Wilhelm I, care a donat 200 de florini.

### Orga bisericii
În 1877, biserica a fost dotată cu o orgă construită în jurul anului 1700, nu se știe de cine, adusă de constructorul de orgi sibian Wilhelm Hörbiger, nu se știe de unde, și montată în biserică de Franz Resch.
Orga a fost restaurată în 1931 de Andreas Scherer.
După 1989, sașii au plecat în Germania. Ultimul enoriaș al bisericii rămas în țară, a decedat în anul 2009. De biserică nu s-a mai îngrijit nimeni.
În 1993, orga a fost demontată de Hermann Binder și depozitată în Comuna Cristian, Sibiu. 

### Altarul cu aripi
Altarul cu aripi (retablu numit și altar zburător) al bisericii din Veseud, pictat în 1703 și 1778, a fost dus la Cisnădie, după ce a fost restaurat de specialiștii restauratori de la Muzeul Național Brukenthal din Sibiu. Panoul central al tripticului, pictat de Trude Schullerus, reprezintă crucificarea lui Isus. Celelalte două panouri laterale reprezintă Cina cea de taină și Înălțarea Domnului.
Cele 2 clopote ale bisericii, dintre care cel mare a fost turnat în secolul XV, și cristelnița au fost demontate, duse și depozitate la Sibiu.
În prezent clădirea Bisericii Evanghelice Luterane CA din Veseud este într-o stare avansată de degradare. Zidurile au început să se crape, acoperișul este în parte dărâmat, în interior podeaua și mobilierul s-au distrus din cauza apei de ploaie, iar gardul împrejmuitor nu mai există.

## Monumentul eroilor
În 1990, cu ocazia festivităților din cadrul evenimentului Fiii Satului Veseud, ca un semn de recunoștință pentru cei care s-au jertfit pentru patrie și comunitate, români și sași deopotrivă, membrii comunității au ridicat la intrarea în sat „Monumentul eroilor din satul Veseud”.